# Callidia de Metello
Callidia de Metello va ser una llei romana proposada pel tribú Quint Cal·lidi per la qual s'aixecava el desterrament al senador Quint Cecili Metel Numídic.
El tribú Apuleu Saturní va proposar una llei agrària anomenada Appuleia amb una clàusula que obligava al senat a jurar obediència a la llei en cinc dies a partir de la seva aprovació i el que no ho fes seria expulsat del senat i pagaria 20 talents de multa. Gai Mari va dir que ell no acceptaria aquesta llei però al moment de la votació va ser el primer que va jurar obediència (ja estava pactat així) agafant als senadors desprevinguts. Metel va haver de mantenir la dignitat i va ser l'únic que va refusar jurar fidelitat a la llei i per això va ser expulsat del senat i a proposta del tribú, amb una llei anomenada Appuleia de Metello, va haver de marxar desterrat. Els amics de Metel estaven disposats a agafar les armes, però Metel no hi va donar suport i se'n va anar a  Rodes, fins que amb aquesta llei Callidia va poder tornar.